# Morbid Tales
Morbid Tales – debiutancki minialbum szwajcarskiego extrememetalowego zespołu Celtic Frost, wydany w listopadzie 1984. 
Wersja europejska wyprodukowana przez Noise Records zawiera sześć utworów i jest EP-ką. Wydanie amerykańskie Metal Blade ma dwa dodatkowe utwory i jest płytą długogrającą.
Sample z Danse Macabre zostały wykorzystane w utworze Totgetanzt z dema Prototype z 2002.

## Odbiór
Minialbum miał znaczący wpływ na kształtowanie się death metalu i black metalu. Zawiera elementy wykorzystywane przez pionierów obydwu kierunków. Wpływowy okazał się również mroczny, diaboliczny wizerunek zespołu, którego częścią jest czarno-biały makijaż twarzy, tzw. corpse paint.
W komentarzu do albumu Panzerfaust norweskiego blackmetalowego zespołu Darkthrone, muzyk tego zespołu Fenriz wymienił Morbid Tales (wraz z Under the Sign of the Black Mark formacji Bathory i Necrolust grupy Vader) jako główną inspirację.

## Lista utworów
Wszystkie utwory zostały skomponowane przez Toma G Warriora i Martina E. Aina, z wyjątkiem oznaczonych.

### Wersja europejska

#### Strona A
| #  | Tytuł utworu                        | Czas |
| -- | ----------------------------------- | ---- |
| 1. | „Into the Crypts of Rays" (Fischer) | 4:46 |
| 2. | „Visions of Mortality"              | 4:49 |
| 3. | „Procreation (Of the Wicked)"       | 4:02 |

#### Strona B
| #  | Tytuł utworu        | Czas |
| -- | ------------------- | ---- |
| 4. | „Return to the Eve" | 4:05 |
| 5. | „Danse Macabre"     | 3:51 |
| 6. | „Nocturnal Fear"    | 3:35 |

### Wersja amerykańska

#### Strona A
| #  | Tytuł utworu                                    | Czas |
| -- | ----------------------------------------------- | ---- |
| 1. | „Into the Crypts of Rays" (Fischer)             | 3:39 |
| 2. | „Visions of Mortality"                          | 4:49 |
| 3. | „Dethroned Emperor" (Fischer) (dodatkowy utwór) | 4:37 |
| 4. | „Morbid Tales" (dodatkowy utwór)                | 3:29 |

#### Strona B
| #  | Tytuł utworu                  | Czas |
| -- | ----------------------------- | ---- |
| 5. | „Procreation (Of the Wicked)" | 4:04 |
| 6. | „Return to the Eve"           | 4:07 |
| 7. | „Danse Macabre"               | 3:52 |
| 8. | „Nocturnal Fear"              | 3:36 |

## Remaster
Morbid Tales/Emperor's Return to zremasterowana edycja z 1999, zawierająca utwory z minialbumów Morbid Tales oraz Emperor's Return.

### Lista utworów
| #   | Nazwa utworu                                         | Czas |
| --- | ---------------------------------------------------- | ---- |
| 1.  | „Human (Intro)" (intro do „Into the Crypts of Rays") | 0:41 |
| 2.  | „Into the Crypts of Rays"                            | 3:39 |
| 3.  | „Visions of Mortality"                               | 4:49 |
| 4.  | „Dethroned Emperor" (dodatkowy utwór)                | 4:37 |
| 5.  | „Morbid Tales" (dodatkowy utwór)                     | 3:29 |
| 6.  | „Procreation (Of the Wicked)"                        | 4:04 |
| 7.  | „Return to the Eve"                                  | 4:07 |
| 8.  | „Danse Macabre"                                      | 3:51 |
| 9.  | „Nocturnal Fear"                                     | 3:36 |
| 10. | „Circle of the Tyrants" (dodatkowy utwór)            | 4:27 |
| 11. | „Visual Aggression" (dodatkowy utwór)                | 4:10 |
| 12. | „Suicidal Winds" (dodatkowy utwór)                   | 4:36 |

## Twórcy
- Tom G. Warrior – gitary, wokal
- Martin Eric Ain – gitara basowa

### Muzycy sesyjni
- Stephen Priestley – perkusja
- Horst Müller – dodatkowy wokal (utwory 3, 5, 7)
- Hertha Ohling – dodatkowy wokal (utwór 6)
- Oswald Spengler – skrzypce (utwory 7 i 8)